# Bakonyszombathely
Bakonyszombathely är en mindre stad i provinsen Komárom-Esztergom i Ungern. År 2019 hade Bakonyszombathely totalt 1 364 invånare.